# Филипински дългопет
Филипинският дългопет (Tarsius syrichta) е вид дребен нощен примат от семейство Дългопетови.

## Разпространение
Филипинският дългопет е ендемичен вид за Филипините. Среща се основно на Минданао и още няколко по-малки острова, разположени северно от него.

## Описание
Дължината на тялото при възрастните индивиди е около 10 cm, опашката е гола. Средното тегло на мъжките е около 134 грама, а на женските около 117 грама.
Главата е голяма, закръглена, способна да се завърти почти на 360°. Очите са осочено големи и приспособени за нощен начин на живот. Ушите са подвижни, слухът е добър. Задните крайници са добре развити, удължени под коляното, пръстите са дълги и тънки. Дългопетите са способни да скачат на разстояние от няколко метра. Козината е гъста и коприненомека, сива до тъмно бежова на цвят.

## Начин на живот
Видът е нощен, основно насекомояден. Живее по клони на дървета, храсталаци и бамбукова растителност. Може да подскача от дърво на дърво, без да се спуска на земята. В дива среда не образува стабилни групи. Всеки индивид заема собствена територия (около 6,45 ha гора за самците и 2,45 ha за самките). Обикновено територията на самците се припокрива с тази на няколко самки.

## Интересни данни
- Филипинският дългопет притежава най-големите очи в сравнение с размера на тялото при приматите.
- Филипинският дългопет е с най-бавно растящите ембриони при бозайниците. Бременността продължава 6 месеца, като за това време плодът нараства до тегло едва 23 грама.